# 绞菌属
绞菌属（学名：Plectomyces）是角霉科的一属。

## 下属物种
本属包括以下物种：
- Plectomyces gracilis Thaxter